# Santana (freguesia de Santana)
A Freguesia de Santana, com sede na cidade que lhe deu o nome, é uma freguesia portuguesa do Município de Santana, com 17,80 km² de área e 2838 habitantes (censo de 2021), tendo, por isso, uma densidade populacional de 159,4 hab./km².

## História
A freguesia de Santana, criada a 4 de junho de 1552, é atualmente sede do respetivo município localizando-se na costa norte da ilha da Madeira, aproximadamente a 400 metros de altitude.
Desde muito cedo, foi caracterizada pela historiografia tradicional madeirense, como um dos locais mais encantadores e pitorescos da Ilha, marcada, do ponto de vista da arquitetura tradicional, pelas típicas casas de colmo e, no plano paisagístico, pelas alamedas de buxos e hortênsias.
Alguns locais como o Pico Cortado, a Cova da Roda e o Pico Ruivo são autênticos pontos privilegiados de contemplação de belas paisagens. Um olhar pelo litoral, totalmente classificado como Reserva Natural, faz-nos sentir o vigor das ondas que espumam contra os rochedos.
Da Achada do Teixeira, a cerca de 1592 metros de altitude, podemos encontrar duas formações geológicas que, pelas suas formas nos fazem admitir as capacidades artísticas da natureza, são elas a "Cara" e o "Homem de Pé", do qual se teceu uma lenda que é contada às crianças de Santana. A partir desta Achada podemos caminhar até o ponto mais alto da Ilha, o Pico Ruivo, a 1862 metros de altitude.
Os dois edifícios de cariz religioso de Santana fazem referência à invocação da Santo António, capela que data de 1550, e a Santa Ana, cuja igreja remonta à segunda metade do século XVII.

## Demografia
A população registada nos censos foi:
| Distribuição da População por Grupos Etários | Distribuição da População por Grupos Etários | Distribuição da População por Grupos Etários | Distribuição da População por Grupos Etários | Distribuição da População por Grupos Etários |
| -------------------------------------------- | -------------------------------------------- | -------------------------------------------- | -------------------------------------------- | -------------------------------------------- |
| Ano                                          | 0-14 Anos                                    | 15-24 Anos                                   | 25-64 Anos                                   | > 65 Anos                                    |
| 2001                                         | 573                                          | 532                                          | 1681                                         | 653                                          |
| 2011                                         | 460                                          | 360                                          | 1752                                         | 703                                          |
| 2021                                         | 321                                          | 294                                          | 1487                                         | 736                                          |

## Economia
A agricultura tem sido a base de subsistência da população de Santana. Outrora era muito rica na produção de trigo e milho, cana-de-açúcar, vinho e criação de gado. Hoje, é interessante ver as maçarocas dependuradas em carvalhos, junto às casas para secarem com o sol e, posteriormente, serem utilizadas na alimentação familiar, nos restaurantes ou como semente nas culturas futuras.
Sobre esta planura, Gaspar Frutuoso escreveu: "(…) uma freguesia de invocação de Santa Ana, que terá até quarenta fogos. São terras de lavrança de muito pão e criação; tem muita castanha e noz, e muitas águas e frutas de toda a sorte."
Na orla marítima, existe uma espaçosa fajã a que chamam Rocha do Navio, onde abunda a vinha e outros frutos tropicais como por exemplo, a bananeira.
Durante muito tempo, esta freguesia esteve isolada e esquecida devido ao seu difícil acesso. Nos últimos anos, a freguesia de Santana tem passado por inovações agrícolas e já se observam muitas culturas intensivas. A agricultura continua a ocupar 60% da população ativa, sendo as áreas da fruticultura e horticultura as que captam maior índice de investimentos. A batata, o milho, o limão e o feijão verde são as culturas mais relevantes.
No entanto, a grande maioria dos seus habitantes lutava pela subsistência, sendo muitas vezes obrigados a dividir com o senhorio metade da sua produção. Viviam em casas humildes e, em épocas de crises acentuadas, provocadas pelas intempéries e pragas, procuraram melhor sorte em destinos estrangeiros.
Outra parte da sociedade, detentora de algumas propriedades, mestres, tecedeiras e vendeiros, conseguia um nível de vida razoável.
Apenas um punhado de senhores opulentos, alguns dos quais residiam no Funchal, tinha uma vida qualitativamente superior, pois arrendavam as suas terras ou exploravam-nas por um sistema de colonia, usufruindo assim dos produtos cultivados na terra, trabalhada por jornaleiros ou caseiros. Essa elite incluía militares, membros do clero, escritores e funcionários da administração.
A água era indispensável na produtividade da freguesia de Santana. Em 1789, mais de meia centena de levadas, grandes e pequenas, corriam naquele planalto: a maior era a Levada Velha, depois a Levadinha e muitas outras. A posse por este bem tão precioso esteve na origem de muitas querelas entre as famílias proprietárias.

## Indústria
Os moinhos mais antigos estavam na proximidade das ribeiras e pertenciam ao donatário que cobrava a maquia e era o responsável pelo bom funcionamento dos mesmos.
"(…) Era uma construção de apenas um andar, suficiente para caberem as pedras, sendo tradicional e semelhante a muitos outros existentes na Ilha. A água que vem da levada num paredão altaneiro, ao lado do qual está construído o moinho. Esta água precipita-se numa espécie de pipa de madeira, larga no topo e estreita no fundo, a qual faz mover, uma roda horizontal, ligada na vertical por uma haste com as pedras do moinho."
in "Santana - Homens e assuntos que a ilustram"
Em 1890 foi estabelecido o engenho da cana-de-açúcar. Passados vinte anos era concedida a licença para a construção de uma fábrica de moagem de cana-de-açúcar e destilação movida a água.
Nos ofícios existia, a partir de 1923, sapateiros, relojoeiros, pintores, padeiros, alfaiates, ferreiros e comerciantes em geral. A nível de estabelecimentos, o povo tinha ao seu dispor padarias, mercearias, talhos, cervejarias e uma fábrica de manteiga.
Ultimamente, a indústria tem registado investimentos na área da construção civil e hotelaria. Além destes, destaca-se as carpintarias e as serralharias de alumínio.
Como sede municipal, é uma freguesia com grande abundância no comércio e serviços. Além dos estabelecimentos a retalho, há um mercado abastecedor com salas frigoríficas, máquinas de calibragem e de pesagem. Nos serviços, a população dispõe de repartição de Finanças com tesouraria da Fazenda Pública, cartório notarial, conservatória do Registo Civil, Predial e Comercial, estação dos Correios com distribuição domiciliária de correspondência, corporação de bombeiros, agência bancária, mediadores de seguros, escritório de advocacia e gabinete de contabilidade.
Nas infra-estruturas básicas, a rede de distribuição domiciliária de água preenche as necessidades existentes, embora a percentagem de água tratada, captada em nascente, atinja apenas os 70%; no saneamento, são as fossas sépticas a única forma de escoamento das águas residuais; a recolha de lixo é feita três vezes por semana, cobrindo toda a povoação; na rede de estabelecimentos de ensino, os estudos vão até ao 12.º ano: três estabelecimentos de ensino pré-primário público, duas escolas primárias públicas servidas por refeitório, e uma privada, uma escola de 2.º e 3.º ciclo e secundária.
Na saúde, Santana dispõe de um centro de saúde com serviço de urgência a funcionar 24 horas, posto médico e de enfermagem, clínica privada, laboratório de análises clínicas (apenas serviço de recolha), farmácia e consultórios privados das especialidades mais importantes, à excepção da cardiologia e psiquiatria. A acção social é garantida por um centro de dia.
Na cultura sobressaem várias coletividades: União Desportiva de Santana, Clube de Ténis de Mesa de Santana, Tuna e Grupo Coral de Santana, Grupo de Animação Lírios do Norte e ainda dois ranchos folclóricos. Para a prática das várias atividades desportivas, existe um pavilhão gimnodesportivo, campo de futebol com relvado sintético e pequeno campo de jogos. Para saciar a sede espiritual, existe biblioteca fixa, complementada pelo serviço da biblioteca itinerante, e uma escola de música, extensão do Conservatório de Música da Madeira.
Anualmente ocorre nesta freguesia, pela segunda semana de Julho, um festival folclórico com a duração de 48 horas. No desporto, há um torneio internacional de badminton, o Santana Jovem, que se realiza pela Páscoa.